# انجمن اروپایی باغ‌وحش‌ها و آکواریوم‌ها
انجمن اروپایی باغ‌وحش‌ها و آکواریوم‌ها یا انجمن اروپایی باغ‌وحش‌ها و آبزیگاه‌ها (به انگلیسی: European Association of Zoos and Aquaria) (به اختصار EAZA) یک سازمان برای جامعه باغ‌وحش‌ها و آبزیگاه‌های اروپا است که بیش از ۳۴۰ سازمان عضو را در ۴۱ کشور پیوند می‌دهد. این برنامه اروپایی عملیات در معرض خطر را دارد. این سازمان در آمستردام، هلند مستقر است.

عضویت در انجمن آبزیگاه و باغ‌وحش‌های اروپا به تمام باغ‌وحش‌ها و آکواریوم‌های سراسر اروپا که مطابق با استانداردهای آن باشد باز است. اعضای باغ‌وحش‌ها و آکواریوم‌ها و سایر اعضای وابسته می‌توانند در اتریش، بلژیک، کرواسی، جمهوری چک، دانمارک، استونی، فنلاند، ایران، فرانسه، آلمان، یونان، مجارستان، جزیره ایرلند، اسرائیل، ایتالیا، قزاقستان، کویت، لتونی، لیتوانی، هلند، نروژ، لهستان، پرتغال، روسیه، اسلواکی، اسلوونی، اسپانیا، سوئد، سوئیس، ترکیه، اوکراین، امارات متحده عربی، ایالات متحده آمریکا و بریتانیا یافت می‌شوند.

مأموریت این انجمن ارتقای همکاری برای گسترش برنامه‌های جمع‌آوری اطلاعات منطقه‌ای و حفاظت از حیات‌وحش است از طریق برنامه‌های هماهنگی پرورش جانوران وحشی مانند برنامه‌های گونه‌های اروپایی خطرناک است. این سازمان فعالیت‌های آموزشی را ارتقا می‌بخشد و به اتحادیه اروپا یا سایر کمیته‌های نمایندگی مانند پارلمان اروپا و شورای اروپا توصیه می‌کند.

تا سال ۲۰۱۴ انجمن باغ‌وحش‌ها و آبزیگاه‌های اروپا یارانه‌های اروپایی دریافت نمی‌کرد.

در سال ۲۰۰۴ انجمن باغ‌وحش‌ها و آبزیگاه‌های اروپا سازمان شلشوک را برای حفاظت از لاک‌پشت زمینی و لاک‌پشت تأسیس کرد.

## کمپین‌ها
هر دو سال انجمن باغ‌وحش‌ها و آبزیگاه‌های اروپا یک کمپین اختصاص داده شده به گونه‌های تهدیدشده در محیط زیست تهدید می‌کند. هدف این کمپین توجه کردن به مشکل ترویج آگاهی از تنوع زیستی جمع‌آوری پول برای پروژه‌های خاص و انجام کار در دولت‌های ملی و سازمان‌های بین‌المللی است.

این کمپین‌ها اعضای انجمن باغ‌وحش‌ها و آبزیگاه‌های اروپا را برای تداخل در موضوعات و گسترش اطلاعات در مورد اهمیت تنوع زیستی و حفاظت از آن به بازدیدکنندگان در اختیار دارند.

### فهرست کمپین‌ها
۲۰۱۷/۲۰۱۹: جنگل خاموش - بحران پرندگان آسیایی

۲۰۱۵–۲۰۱۷: اجازه دهید رشد کند

۲۰۱۱/۲۰۱۳: جنوب شرق آسیا

۲۰۱۰/۲۰۱۱: عسلی

۲۰۰۸/۲۰۱۰: گوشت‌خوار اروپایی

۲۰۰۷/۲۰۰۸: دوزیستان

۲۰۰۶/۲۰۰۷: ماداگاسکار

۲۰۰۵/۲۰۰۶: رینو

۲۰۰۴/۲۰۰۵: شلشوک

۲۰۰۲/۲۰۰۴: ببر

۲۰۰۱/۲۰۰۲: جنگل‌های بارانی

۲۰۰۰/۲۰۰۱: باشمیت